# David Wheatley
David Rogerson Wheatley (20 de desembre de 1949 - 5 d'abril de 2009) va ser un director de cinema i director de televisió britànic.
La seva pel·lícula de graduació del Royal College of Art va ser sobre l'artista belga surrealista René Magritte, després que el seu tutor Gavin Millar li mostrés un llibre sobre l'artista. La pel·lícula es va projectar com a part dels programes artístics de la BBC Omnibus l'any 1979. A partir d'aquell any, va contribuir amb pel·lícules a Omnibus i Arena, abans de ramificar-se a altres àrees a mitjans dels anys vuitanta.
Va dirigir The Magic Toyshop (1987), una pel·lícula de fantasia basada en la novel·la d'Angela Carter, que Carter va adaptar ella mateixa, i diversos drames socials ambientats al nord d'Anglaterra. A principis de la dècada de 1990 va dirigir una sèrie d'adaptacions de Catherine Cookson per a Tyne Tees que va tenir una audiència de 14 milions. També va dirigir episodis de Fat Friends i Dalziel and Pascoe.
Va morir després d'una llarga malaltia el 5 d'abril de 2009, als 59 anys. Li van sobreviure la seva mare, Ellen, el seu pare, Fred, un fill Alexander del seu matrimoni amb Melanie Pringle i una filla Francesca de la seva relació amb Camilla Tress.